# إريك بوهمه
إريك بوهمه (بالألمانية: Erich Böhme) هو صحفي ومقدم تلفزيوني ألماني، ولد في 8 فبراير 1930 في فرانكفورت في ألمانيا، وتوفي في 28 نوفمبر 2009 في باد سارو ‏ في ألمانيا بسبب سرطان.

## وصلات خارجية
- إريك بوهمه على موقع IMDb (الإنجليزية)
- إريك بوهمه على موقع مونزينجر (الألمانية)